# Протекторат
Протектора́т (лат. protector — покровитель) — форма залежності однієї держави від іншої або суспільства від якоїсь особи (чи іншої держави), коли основні питання суспільно-політичного життя регулює протектор (наприклад, протекторат Олівера Кромвеля).
В історії, термін протекторат має два різні значення. З початку, термін прийнятий сучасним міжнародним правом, це автономний терен, захищений у дипломатичному або військовому плані від третьої сторони сильнішою державою або юридичною особою. В обмін на це, протекторат зазвичай бере конкретні зобов'язання, які можуть значно варіюватися, залежно від реальної природи їх відносин. Однак, протекторат зберігає достатню міру суверенітету і залишається державою відповідно до міжнародного права.
Друге значення виникло в результаті європейської колоніальної експансії в дев'ятнадцятому столітті. Багато колонізованих теренів стали називати «колоніальні протекторати», але не розглядали як окремі держави у рамках міжнародного права. Іноді «міжнародні протекторати» можуть стати настільки підпорядковані протектору, що насправді вони втрачають суверенітет, хоча існують винятки.

## Обґрунтування

### Добросусідська протекція
Добросусідська протекція, термін вельми точний для позначення протекторату. Політичні інтереси захисника часто є моральні (питання іміджу, престижу, ідеології, внутрішньої популярності, династичних, історичних та етно-культурних зв'язків тощо) або боротьби з конкурентом чи ворогом влади (наприклад, запобігання намаганню суперника від отримання або збереження контролю над краєм, що має стратегічне значення). У слабких протекторатів, включає передачу контролю над своїми зовнішніми відносинами.
Добросусідська протекція спрямована великими державами до інших християнських (як правило, європейських) держав і малих держав, які не мають істотного значення. У період після 1815, не-християнські держави (на кшталт династія Цін Китаю) також представили добросусідській захист щодо інших набагато слабіших держав.

### Колоніальна протекція
Умови, як правило, були набагато менш щедрі для теренів колоніального захисту. Протекторат часто зводиться де-факто до колоніального стану, але з використанням вже існуючої тубільної держави як агента непрямого управління. Іноді, протекторат було встановлено або здійснено іншими формами непрямого управління: фрахт компанією, яка стає де-факто державою в європейському сенсі (але без географічних кордонів) — маючи свою власну зовнішню політику і свої власні збройні сили.
Насправді протекторати, не мали дійсного захисту. Протектор часто вирішував об'єднання або перекраяння кордонів кількох протекторатів на новий кшталт, без консультації з протекторатами. Берлінська конференція 1884—1885 проголошує, що колоніальні держави можуть оголосити в Субсахарській Африці протекторат (останній регіон мав бути розділений між ними), навіть без фактичного володіння на землю. Аналогічний випадок робить формальним розрізнення таких термінів, як колонія і протекторат.

## Міжнародні відносини
На практиці, протекторат часто має прямі міжнародні відносини тільки з протектором, інші держави повинні мати відносини з ним тільки через протектора. Аналогічним чином, протекторат рідко здійснює військові дії власноруч, а спирається на протектора для його оборони. Це відрізняється від анексії тим, що захисник не має формальної влади для управління внутрішніми справами протекторату.
Протекторати відрізняються від підмандатної території Ліги Націй мандати і їх наступників, підопічних територій Організації Об'єднаних Націй, адміністрація яких контролюється, різною мірою, з боку міжнародного співтовариства. Протекторат офіційно вступає на захист шляхом двосторонньої угоди із протектором, а міжнародні мандати контролюються з боку світового співтовариства, що представляють утворення, з або без керуючої влади де-факто.

## Бельгія
Під час Східно-Африканської кампанії Першої світової війни, північно-західна частина Німецької Східній Африці — Руанда-Урунді, була захоплена бельгійськими та конголезькі війська в 1916 році і перебувала під їх окупацією до кінця війни у 1918. У рамках Версальського договору більша частина Німецької Східної Африки була передана під британський контроль, але Руанда-Урунді, удвічі більше за Бельгію, але тільки близько 2 % від розміру Конго, була затверджена як бельгійський протекторат по мандату Ліги Націй у 1924 році, а потім знову як підопічна територія Організації Об'єднаних Націй. Території була надана незалежність в 1962 році як окремим країнам Руанда і Бурунді, внаслідок чого Бельгійська колоніальна імперія прийшла до кінця.

## Протекторати Британії і Співдружності
Протекторат, в Британській імперії, це терен, який формально не входить у склад, але в якому, згідно з договором, корона має владу і юрисдикцію.
Протекторат відрізняється від «протегованої держави». Терен протегованої держави, що знаходиться під протекцією Її Величності, за якою над іноземними справами вона здійснює контроль, але щодо яких внутрішні справи вона не має юрисдикції.
Коли англійці захопили іонічний острів Кефалонія в 1809, вони оголосили: «Ми представляємо себе вам, жителі Кефалонії, не як загарбники, маючи на меті завоювання, а як союзники, які пропонують вам переваги британської протекції». Коли англійці продовжували окупацію Іонічних островів після наполеонівських воєн, вони не анексували формально острови, а зробили їх протекторатом. Острови за Паризьким договором, 1815 було проголошено незалежною Іонічною республікою під британською протекцією.
У 1894, уряд прем'єр-міністру Вільям Гладстон офіційно оголосив Уганду британським протекторатом, боротьба між мусульманами і християнами привернула увагу міжнародної громадськості. Британська адміністрація ретельно відбирала місцевих керманичів у рамках програми непрямого управління через посередництво місцевої олігархії, створивши мережу контрольованою британцями цивільної служби. Більшість британських протекторатів були під контролем комісара або Верховного комісара, а не губернатора.
Останній британський протекторат — Соломонові Острови, що здобули незалежність у 1978 році, остання протегована британцями держава — Бруней, що отримала повну незалежність у 1984 році.
Інші випадки:

### Америка
Америка
- Барбадос (1627—1652)
- Москітовий берег (1655—1860)

### Арабський світ
- Аденський протекторат в Ємені (1873—1967)
- Єгипет (султанат) (1914—1922)
- Британська резиденція у Перській затоці (1822—1971)
  - Бахрейн (1880—1971)
  - Кувейт (1899—1961)
  - Оман (1891—1971)
  - Катар (1916—1971)
  - Договірний Оман, попередник ОАЕ (1892—1971)
- Британське Сомалі (1887—1960)

### Південна і Південно-Східна Азія
- Афганістан (1879—1919)
- Сіккім (1910—1975)
- Бутан (1910—1947)
- Британський Північний Борнео (1888—1963)
- Бруней (1888—1984)
- Малайська Федерація (1948—1957)
  - Об'єднані Малайські Султанати (1895—1946)
    - Негері-Сембелан (1888—1895)
      - Серембан (1873—1888)
      - Джелебу (1886—1895)

    - Паханг (1888—1895)
    - Перак (1874—1895)
    - Селангор (1875—1895)

  - Необ'єднані Малайські Султанати (1904/09-1946)
    - Джохор (1904—1946)
    - Кедах (1909—1946)
    - Келантан (1909—1946)
    - Перліс (1909—1946)
    - Теренггану (1909—1946)
- Мальдіви (1887—1965)
- Саравак (1888—1946)

### Чорна Африка
- Бечуаналенд (1884—1966)
- Британська Східна Африка (1895—1920)
- Північна Родезія (1924—1964)
- Північна територія Золотий Берег (1902—1957)
- Ньясаленд протекторат (1893—1964) — знаний як Британська Центральна Африка до 1907 року
- Сьогоденна Нігерія: Північна Нігерія (протекторат) і Південна Нігерія (протекторат)
- Сьєрра-Леоне протекторат (1896—1961)
- Свазіленд (1902—1968)
- Уганда (протекторат) (1894—1962)
- Волфіш-Бей протекторат (1878—1884)
- Занзібар (1890—1963)

### Океанія
- Британські Соломонові острови (1893—1978)
- Острови Кука (1888—1901)
- Острови Гілберта і Елліс (1892—1916)
- Ніуе (1900—1901)
- Токелау (1877—1916)
- Тонга (1900—1970)

## Китай
Династія Цин надавала кілька добросусідських або колоніальних протекцій:
- Кокандське ханство (1774—1798)
- Горха (королівство)
- Династія Нгуєн (1803—1885, з 1885 В'єтнам став французькою колонією)
- Рюкю (королівство) (1644—1876, в 1876 королівство Рюкю припинило всі дипломатичні відносини з Цинським Китаєм)

## Голландія
- Аруба (незалежна нація)
- Нідерландські Антильські острови (незалежна нація)
- Різні султанати в Голландській Ост-Індії (наразі Індонезія)

## Французькі протекторати
- Саар (протекторат 1947-1956), не колоніальний або добросусідський, але як колишня частина Німеччини, яка на референдумі повернутися до неї, по суті надано мандатом Ліги Націй .

Інші французькі колоніальні протекторати:

### Азія
- Сьогоденна Індія: Аркот (Аркот/Карнатік) була 1692 — 1750 французьким протекторатом до 1763, коли визнали протекцію Великої Британії
- Французький Індокитай до 1953/54:
  - Французька Камбоджа з 11 серпня 1863
  - Аннам і Тонкин з 6 червня 1884
  - Лаос з 3 жовтня 1893

### Арабський світ і Мадагаскар
- Коморські острови з 21 квітня 1886 французький протекторат (Анжуан) до анексії 25 липня 1912
- Сьогоденна Джибуті з 24 червня 1884 року, територія Обок і протекторат Таджура (фр. Territoires Français d'Obock, Tadjoura, Dankils et Somalis), французький протекторат визнано Великою Британією 9 лютого 1888, перейменовано 20 травня 1896 у Французький Сомаліленд (фр. Côte Française des Somalis).
- Мавританія з 12 травня 1903 французький протекторат; на той час кілька держав:
  - Адрарський емірат з 9 січня 1909 французький протекторат (до цього іспанський)
  - Таганітський емірат, з 1905 року під французьким протекторатом.
  - Бракна Конфедерація еміратів
  - Емірат Трарза: з 15 грудня 1902 під французьким протекторатом.
- Французьке Марокко 30 березня 1912 — 2 березня 1956 французький протекторат
- Традиційні Мадагаскарські держави
  - Королівство Імеріна під французьким протекторатом з 6 серпня 1896 року. Колонія з 28 лютого 1897 року.
- Французький Туніс, 12 травня 1881 — 20 березня 1956 французький протекторат.

### Чорна Африка
- Французька Дагомея
- Дар аль-Куті з 12 грудня 1897
- Бангассоу (султанат) з 1894
- Французька Верхня Вольта з 20 лютого 1895
- Багирмі з 20 вересня 1897
- Нігер, Дамагарам (султанат), з 30 липня 1899

### Океанія
- Французька Полінезія
  - Таїті, 1842—1880
  - Раіатеа і Тахаа з 1880
  - Мангарева з 16 січня 1844
- Волліс і Футуна

## Німеччина
Німецька імперія використовувала термін «Schutzgebiet», буквально протекторат, для всіх своїх колоній, поки вони не були втрачені під час Першої світової війни, незалежно від фактичного рівня державного контролю.
- Німецька Нова Гвінея
- Німецьке Самоа
- Німецька Східна Африка
- Тоголенд
- Німецька Південно-Західна Африка
- Німецька Західна Африка

Крім цих колоніальній, в Європі Нацистською Німеччиною створений Протекторат Богемії і Моравії (1939—1945).

## Італія
В Європі :
- Монако під добросусідським протекторатом Королівства Сардинії 20 листопада 1815 — 1860.
- Чорногорія, 1941—1943

У колоніальній імперії:
- Албанія
- Італійське Сомалі
  - Султанат Маджиртін
  - Султанат Гобйо

## Японія
- Маньчжоу-го
- Корейська імперія

## Португалія
- Португальське Конго

## Росія
Росія часто використовує тактику протекторату перед захопленням іншої держави. Спочатку від держави вимагається стати під протекторат, а далі йде окупація держави.
- Гетьманщина
- Військо Запорозьке Низове
- Бухарський емірат
- Хівинське ханство
- Картлі-Кахетинське царство
- Молдавське князівство

## Іспанія
- Іспанське Марокко 27 листопада 1912 — 7 квітня 1956 року.
- Мавританія: емірат Адрар з 1886 — 9 січня 1909 року, після — французький протекторат.

## ООН
- Тимчасова Місія ООН у Косово

## США
- Філіппінська Співдружність
- Трактат про вільну асоціацію

## Спільні протекторати
- Рагузька республіка — спільний протекторат Габсбурзької і Османської імперій 20 серпня 1684 — 24 серпня 1798
- Боснія і Герцеговина (Австро-Угорський кондомініум)